# 西大寺町
西大寺町（さいだいじちょう）は、岡山県上道郡にあった町。現在の岡山市東区の中心部、西大寺地域の中心部にあたる。

## 地理
- 河川 ： 吉井川、砂川

## 歴史
- 1889年（明治22年）6月1日 - 町村制の施行により、近世以来の西大寺村が単独で自治体を形成。
- 1896年（明治29年）2月26日 - 西大寺村が町制施行して西大寺町となる。
- 1937年（昭和12年）1月1日 - 金岡村を編入。大字金岡を設置。
- 1940年（昭和15年）12月1日 - 芳野村を編入。大字中野・浅越・吉原・西庄・広谷・松崎を設置。
- 1947年（昭和22年）12月10日 - 町内に昭和天皇の戦後巡幸。鐘淵紡績西大寺工場を視察[1]。
- 1953年（昭和28年）2月1日 - 古都村・可知村・光政村・津田村・九蟠村・金田村・邑久郡豊村・太伯村・幸島村および邑久町の一部（長沼の大部分）と合併して西大寺市が発足。同日西大寺町廃止。

## 交通

### 鉄道路線
- 西大寺鉄道
  - 西大寺鉄道線
    - 西大寺市駅 - 広谷駅

現在は旧町域に赤穂線の西大寺駅が所在するが、当時は未開業。